# Varuestetik
Varuestetik är ett begrepp inom politisk ekonomi, myntat 1971 av den tyske filosofen Wolfgang Fritz Haug i boken Kritik der Warenästhetik (svensk översättning, Kritik av varuestetiken, 1975). Varuestetikens syfte är att förmå människor att konsumera mera, även varor som de inte behöver. Varuestetiken gör en vara förment mera tilltalande för kunden och höjer varans bytesvärde. Varuestetiken inbegriper reklam, marknadsföring och paketering och är ämnad att göra varan mera konkurrenskraftig.